# Südrumänien-Mutenia

Südrumänien-Mutenia

Südrumänien-Mutenia (rumänisch Sud-Muntenia) ist eine der acht Planungsregionen in Rumänien auf der Ebene NUTS 2. Wie andere Entwicklungsregionen hat sie keine Verwaltungsbefugnisse. Ihre Hauptaufgabe ist die Koordinierung regionaler Entwicklungsprojekte und die Verwaltung von EU-Mitteln. Die Region befindet sich vollständig in der historischen Region Muntenia, wobei sich die Zentrale der regionalen Entwicklungsagentur in Călărași befindet.

## Geografie
Die Region besteht aus folgenden sieben Kreisen:
- Kreis Argeș
- Kreis Călărași
- Kreis Dâmbovița
- Kreis Giurgiu
- Kreis Ialomița
- Kreis Prahova
- Kreis Teleorman

## Demografie
Die Einwohnerzahl lag im Jahr 2021 bei 2.868.065 Personen auf ca. 34.500 km². 95,7 % der Bevölkerung sind Rumänen, 4,1 % sind Roma und 0,2 % gehören anderen Ethnien an.

### Bevölkerungsentwicklung
| Jahr             | Einwohnerzahl |
| ---------------- | ------------- |
| 1977 (Zensus)    | 3.457.915     |
| 1992 (Zensus)    | 3.559.737     |
| 2002 (Zensus)    | 3.379.406     |
| 2011 (Zensus)    | 3.136.446     |
| 2021 (Schätzung) | 2.868.065     |

## Wirtschaft
Im Jahr 2019 lag das regionale Bruttoinlandsprodukt je Einwohner, ausgedrückt in Kaufkraftstandards, bei 54 % des Durchschnitts der EU-27.